# 富樫総一
冨樫 総一（とがし そういち、1914年1月31日（戸籍上は2月1日） - 1973年1月17日）は労働官僚。労働事務次官を務めたのち退官し、中小企業退職金共済事業団理事長等を歴任。

## 人物
秋田県秋田市大町五丁目に富樫総太郎の長男として出生。旧制東京商科大学（一橋大学の前身）で、日本で初めて労働法講義を開講した労働法学者孫田秀春のゼミナールに所属し労働法を学ぶ。妻の杜美子は、孫田の長女。大平正芳元総理大臣は大学の同期で、大平らと憲法の田上穣治講師や国際法の大平善梧教授が中心となっていた研究会で勉強し、高等試験行政科に上位の席次で合格した。
大学卒業後、内務省社会局に入り、以来、奈良県警務課長、長崎県警務課長を務めたほかは、一貫して労働行政にたずさわり、戦後は労働三法である労働組合法や労働関係調整法といった重要法案の立案も担当、著書も多数執筆し、労働行政において重きをなした。
趣味は囲碁、将棋、酒で、囲碁は三段、将棋は二段だが、スポーツには興味がない。無精ひげに、ズレたネクタイ、ボタンは外れっぱなしというスタイルで、省内では変わり者と評されるなど、個性的な人物とされる。事務次官就任時の祝いの電話に対しては「よくおれのような男が次官になれたものだよ」と答えた。

## 略歴
- 1914年 秋田県生まれ。
- 1936年 旧制東京商科大学（一橋大学の前身）卒業、内務省入省。
- 1937年 奈良県警察部警務課長
- 1939年 長崎県警察部警務課長
- 1940年 勲六等瑞宝章受章
- 1945年 勲五等瑞宝章受章
- 1946年 労政局調査課長
- 1947年 労働省労政局労政課長・労働教育課長
- 1948年 労働大臣官房総務課長
- 1953年 労働大臣官房労働統計調査部長
- 1955年 労働省労働基準局長（労働基準監督官）
- 1956年 公共企業体等労働委員会事務局長
- 1960年 労働省労政局長
- 1962年 労働事務次官就任
- 1963年 中小企業退職金共済事業団（現勤労者退職金共済機構）理事長
- 1973年 肝性脳症のため、広尾の日赤中央病院（現・日本赤十字社医療センター）で逝去、享年59。
- 従三位・勲二等旭日重光章を追贈

## 著作
- 『経済問題一般（時報選書 1）』（時報社、1939年）
- 『決戦と勤労（勤労青年文庫）』（麹町酒井書店、1943年）
- 『労働関係調整法詳解』（労務行政研究所、1946年）
- 『労働法規疑義解説全書』（労働文化社、1948）
- 『労働組合（社会科文庫）』（三省堂出版、1949年）
- 『勞働法總論(勞働教育講座 / 中央勞働學園編 ; 6)』（中央労働学園、1950年）
- 『勞働法各論(新勞働教育講座 / 中央労働学園編 ; 7)』（中央労働学園、1951年）
- 『改正労働三法の早わかり』（労働法令協会、1952年）
- 『労働問題の基礎知識』（労務行政研究所、1953年）
- 『労働問題概論』（労務行政研究所、1956年）
- 『労働経済論』（労働法令協会、1956年）
- 『日本労働問題入門（近代経済入門シリーズ 第9）)』（春秋社、1958年）
- 『日本労働問題入門[改訂版]（近代経済入門シリーズ 第9）』（春秋社、1960年）
- 『冨樫総一』（冨樫総一氏追想録刊行会（日刊労働通信社内）、1974年）